# Kajaaninjoki
Kajaaninjoki (szw. Kajana älv) – rzeka w fińskim regionie Kainuu. Swój początek bierze w jeziorze Nuasjärvi, przepływa m.in. przez stolicę regionu – Kajaani – i uchodzi do Oulujärvi, skąd jej wody dalej płyną jako Oulujoki do Zatoki Botnickiej.
Na rzece znajduje się kilka elektrowni wodnych, z których największe to zarządzane przez Kainuun Voima Oy Ämmäkoski, Koivukoski (I-II) oraz Koivukoski III.